# Olympische Winterspiele 1932/Eiskunstlauf
Bei den III. Olympischen Winterspielen 1932 in Lake Placid fanden drei Wettbewerbe im Eiskunstlauf statt. Austragungsort war die Olympic Arena.

## Bilanz

### Medaillenspiegel
| Platz | Land               | Gold | Silber | Bronze | Gesamt |
| ----- | ------------------ | ---- | ------ | ------ | ------ |
| 1     | Österreich         | 1    | 1      | –      | 2      |
| 2     | Frankreich         | 1    | –      | –      | 1      |
| 2     | Norwegen           | 1    | –      | –      | 1      |
| 4     | Vereinigte Staaten | –    | 1      | 1      | 2      |
| 5     | Schweden           | –    | 1      | –      | 1      |
| 6     | Kanada             | –    | –      | 1      | 1      |
| 6     | Ungarn             | –    | –      | 1      | 1      |

### Medaillengewinner
| Konkurrenz | Gold                          | Silber                            | Bronze                         |
| ---------- | ----------------------------- | --------------------------------- | ------------------------------ |
| Herren     | Karl Schäfer                  | Gillis Grafström                  | Montgomery Wilson              |
| Damen      | Sonja Henie                   | Fritzi Burger                     | Maribel Vinson                 |
| Paare      | Andrée Brunet / Pierre Brunet | Beatrix Loughran / Sherwin Badger | Emília Rotter / László Szollás |

## Ergebnisse

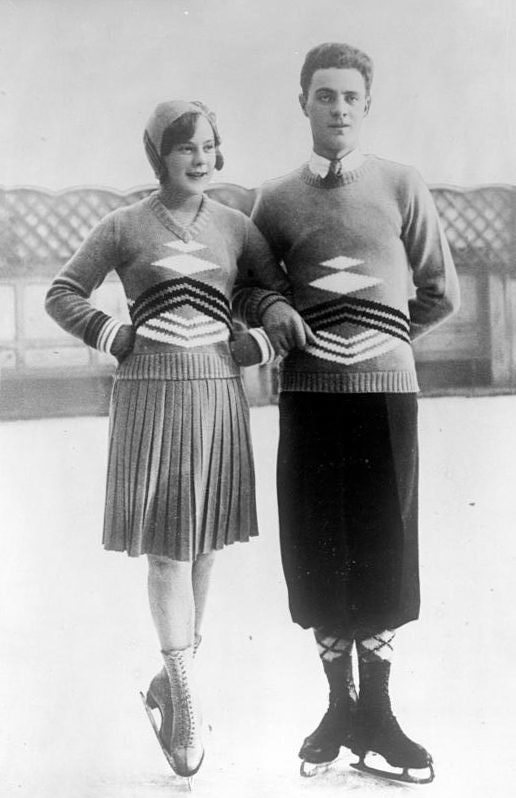
Sonja Henie und Karl Schäfer, die Olympiasieger in den Einzelwettbewerben

- K = Kür
- P = Pflicht
- Pz = Platzziffer
- Pkt. = Punkte

### Herren
| Platz | Land | Sportler          | P  | K  | Pz | Pkt.   |
| ----- | ---- | ----------------- | -- | -- | -- | ------ |
| 1     | AUT  | Karl Schäfer      | 01 | 01 | 09 | 2602,0 |
| 2     | SWE  | Gillis Grafström  | 02 | 02 | 13 | 2514,5 |
| 3     | CAN  | Montgomery Wilson | 03 | 03 | 24 | 2448,3 |
| 4     | FIN  | Marcus Nikkanen   | 04 | 04 | 28 | 2420,1 |
| 5     | GER  | Ernst Baier       | 06 | 05 | 35 | 2334,8 |
| 6     | USA  | Roger Turner      | 05 | 06 | 40 | 2297,6 |
| 7     | USA  | J. Lester Madden  | 08 | 07 | 52 | 2049,6 |
| 8     | USA  | Gail Borden       | 07 | 08 | 54 | 2110,8 |
| 9     | JPN  | Kazuyoshi Oimatsu | 10 | 08 | 67 | 1978,6 |
| 10    | TCH  | Walther Langer    | 09 | 11 | 70 | 1964,3 |
| 11    | USA  | William Nagle     | 12 | 10 | 77 | 1884,8 |
| 12    | JPN  | Ryuichi Obitani   | 11 | 12 | 79 | 1856,7 |

Datum: 8. und 9. Februar 1932
Der Wettbewerb bestand aus der Pflicht und einer fünfminütigen Kür. Die Leistungen wurden von sieben Wertungsrichtern beurteilt. 
Karl Schäfer gewann sein erstes olympisches Gold. Gillis Grafström wurde mit dem Gewinn der Silbermedaille nach seinen drei Goldmedaillen bei Olympischen Spielen in Folge, der erfolgreichste Eiskunstläufer bei Olympischen Spielen überhaupt. Mit dem Kanadier Montgomery Wilson gewann erstmals ein Nichteuropäer im Herreneinzel bei Olympischen Spielen eine Medaille.

### Damen
| Platz | Land | Sportlerin              | P  | K  | Pz  | Pkt.   |
| ----- | ---- | ----------------------- | -- | -- | --- | ------ |
| 1     | NOR  | Sonja Henie             | 01 | 01 | 007 | 2302,5 |
| 2     | AUT  | Fritzi Burger           | 02 | 02 | 018 | 2167,1 |
| 3     | USA  | Maribel Vinson          | 03 | 03 | 023 | 2158,8 |
| 4     | CAN  | Constance Wilson-Samuel | 04 | 05 | 028 | 2129,5 |
| 5     | SWE  | Vivi-Anne Hultén        | 05 | 05 | 029 | 2129,5 |
| 6     | BEL  | Yvonne de Ligne         | 06 | 06 | 045 | 1942,5 |
| 7     | GBR  | Megan Taylor            | 07 | 07 | 055 | 1911,8 |
| 8     | GBR  | Cecilia Colledge        | 08 | 10 | 064 | 1851,6 |
| 9     | GBR  | Mollie Phillips         | 09 | 09 | 063 | 1864,7 |
| 10    | GBR  | Joan Dix                | 11 | 11 | 075 | 1833,6 |
| 11    | USA  | Margaret Bennett        | 12 | 08 | 075 | 1826,8 |
| 12    | USA  | Suzanne Davis           | 10 | 14 | 083 | 1780,4 |
| 13    | CAN  | Elizabeth Fisher        | 13 | 12 | 082 | 1801,0 |
| 14    | USA  | Louise Weigel           | 14 | 13 | 092 | 1769,4 |
| 15    | CAN  | Mary Littlejohn         | 15 | 15 | 101 | 1711,6 |

Datum: 9. und 10. Februar 1932
Der Wettbewerb bestand aus der Pflicht und einer vierminütigen Kür. Die Leistungen wurden von sieben Wertungsrichtern beurteilt.
Sonja Henie gewann mit einstimmigem Punktrichterurteil ihren zweiten Olympiatitel in Folge. Fritzi Burger musste sich, wie schon vier Jahre zuvor, mit Silber begnügen. Die US-Amerikanerin Maribel Vinson gewann Bronze. Die Britin Cecilia Colledge war bei ihrer Teilnahme 11 Jahre und 74 Tage alt und ist damit bis heute die jüngste Teilnehmerin bei Olympischen Winterspielen. Ihre Landsfrau Mollie Phillips trug bei der Eröffnungsfeier als erste Frau überhaupt die Fahne einer Teilnehmernation. 

### Paare
| Platz | Land | Paar                                        | Pz | Pkt. |
| ----- | ---- | ------------------------------------------- | -- | ---- |
| 1     | FRA  | Andrée Brunet / Pierre Brunet               | 12 | 76,7 |
| 2     | USA  | Beatrix Loughran / Sherwin Badger           | 16 | 77,5 |
| 3     | HUN  | Emília Rotter / László Szollás              | 20 | 76,4 |
| 4     | HUN  | Olga Orgonista / Sándor Szalay              | 28 | 72,2 |
| 5     | CAN  | Constance Wilson-Samuel / Montgomery Wilson | 35 | 69,6 |
| 6     | CAN  | Frances Claudet / Chauncy Bangs             | 36 | 68,9 |
| 7     | USA  | Gertrude Meredith / Joseph Savage           | 49 | 59,8 |

Datum: 12. Februar 1932
Der Wettbewerb bestand aus einer fünfminütigen Kür. Die Leistungen wurden von sieben Wertungsrichtern beurteilt.
Die nun verheirateten Franzosen Andrée Brunet und Pierre Brunet verteidigten ihren Olympiatitel von 1928. Es war die erste olympische Titelverteidigung im Paarlauf. Der Titelgewinn der Franzosen war allerdings weniger deutlich als erwartet. Die US-Amerikaner Beatrix Loughran und Sherwin Badger zeigten die Vorstellung ihres Lebens und gewannen die Silbermedaille. Zwei Punktrichter, einer davon Walter Jakobsson, hatten sie auf den ersten Platz gesetzt. Loughran hatte bereits bei den Olympischen Spielen 1924 und 1928 im Einzellauf zwei Medaillen gewonnen. Mit dem Gewinn ihrer dritten Medaille ist sie bis heute die einzige US-amerikanische Eiskunstläuferin, der es gelang, drei olympische Medaillen zu gewinnen. Die Ungarn Emília Rotter und László Szollás, die von einem Punktrichter auf den ersten Platz gesetzt wurden, gewannen mit Bronze die erste Medaille für ihr Land bei Olympischen Winterspielen. 